# Nu féminin couché à l'enfant
 (novembre 2016).
Nu féminin couché avec un enfant est un dessin à la plume appartenant au Kupferstich-Kabinett de Dresde, attribué à Lucas Cranach l'Ancien. Ce dessin a disparu pendant la Seconde Guerre mondiale.
Le dessin avait été acquis en 1756 par le Cabinet des estampes. Il y est inventorié sous le numéro C 2163 (perte de guerre).

## Taille et technique
198 × 308 mm, dessin à la plume rehaussé de blanc sur papier brun.